# London and Birmingham Railway
A London and Birmingham Railway (L&BR) egy korai vasúttársaság volt az Egyesült Királyságban, amely 1833-tól 1846-ig létezett, amikor a London and North Western Railway (L&NWR) részévé vált.
A 112 mérföldes (180 km) vasútvonal, amelyet a társaság 1838-ban nyitott meg London és Birmingham között, az első Londonból induló városközi vonal volt. Ma a West Coast Main Line déli szakasza.
A vonalat Robert Stephenson tervezte. A London Euston pályaudvarról indult, északnyugat felé haladt Rugbyig, ahonnan nyugatra, Coventrybe és tovább Birminghambe kanyarodott. A Curzon Street állomáson fejeződött be, amelyet megosztott a Grand Junction Railway (GJR) vasúttal, amelynek szomszédos peronjai teljes összeköttetést biztosítottak (közvetlen kocsikkal) Liverpool, Manchester és London között.